# Skravena, Sofia
Skravena (în bulgară Скравена) este un sat în comuna Botevgrad, regiunea Sofia,  Bulgaria. 

## Demografie
Componența etnică a satului Skravena
     Bulgari (81,58%)
     Romi (7%)
     Nicio identificare (11,24%)
     Altele (0,16%)
La recensământul din 2011, populația satului Skravena era de 1.814 locuitori. Din punct de vedere etnic, majoritatea locuitorilor (81,58%) erau bulgari, cu o minoritate de romi (7%). Pentru 11,24% din locuitori nu este cunoscută apartenența etnică.